# Szalagosfarkú magevő
A szalagosfarkú magevő (Catamenia analis) a madarak osztályának verébalakúak (Passeriformes) rendjébe és a tangarafélék (Thraupidae) családjába tartozó  faj.

## Rendszerezése
A fajt Alcide d’Orbigny és Frédéric de Lafresnaye írták le 1843-ban, a Linaria nembe Linaria analis néven.

## Alfajai
- Catamenia analis alpica Bangs, 1902
- Catamenia analis analis (d'Orbigny & Lafresnaye, 1837)
- Catamenia analis analoides (Lafresnaye, 1847)
- Catamenia analis griseiventris Chapman, 1919
- Catamenia analis insignis J. T. Zimmer, 1930
- Catamenia analis schistaceifrons Chapman, 1915
- Catamenia analis soderstromi Chapman, 1924[2]

## Előfordulása
Argentína, Bolívia, Chile, Ecuador, Kolumbia és Peru területén honos. Természetes élőhelyei a szubtrópusi és trópusi magaslati gyepek és cserjések, valamint legelők, szántóföldek és másodlagos erdők. Vonuló faj.

## Megjelenése
Testhossza 15 centiméter.
|  |

## Természetvédelmi helyzete
Az elterjedési területe rendkívül nagy, egyedszáma pedig növekszik. A Természetvédelmi Világszövetség Vörös listáján nem fenyegetett fajként szerepel.